# Эстафета огня зимней Универсиады 2017
Эстафета Огня зимней Универсиады 2017 стартовала 25 января в Астане и завершилась 29 января на Церемония открытия 28-й Всемирной зимней Универсиады 2017 в Алма-Ате зажжением главной Чаши Огня.
Эстафета Огня Универсиады 2017 — уникальная концепция, не имеющая аналогов в истории Универсиад и FISU. Огонь зародится в 16-ти регионах, и после прохождения Эстафеты по областному центру будет доставлен в Алма-Ату. Огонь преодолеет маршрут длиной более 22 500 километров: 200 км будет пройдено факелоносцами. 22 300 км Огонь будет в пути до г. Алма-Ату (самолетом, поездом, автотранспортом).. Разработчиком концепции проекта выступил Кирилл Пяртель - руководитель департамента эстафеты огня .

## Программа проведения эстафеты
25 января 2017 года в городе Астана будет зарожден Огонь 28-й Всемирной зимней Универсиады Алматы 2017. В каждом областном центре будут проведены собственное зарождение Огня и свой этап Эстафеты.
- 26 января Огонь будет зарожден в областных центрах: г. УстьКаменогорск, г. Павлодар, г. Кокшетау, г. Петропавловск, г. Костанай, г. Караганда.
- 27 января — в г. Актобе, г. Уральск, г. Атырау, г. Актау;
- 28 января — г. Кызылорда, г. Шымкент, г. Тараз, г. Талдыкорган;
- 29 января зарождение Огня пройдет в КазНУ им. аль-Фараби в г. Алма-Ате.

После прохождения региональных этапов Эстафеты Огонь будет доставлен в город Алма-Ату. Огонь в Алма-Ату доставят ключевые факелоносцы региональных этапов, которые в дальнейшем примут участие в Церемонии открытия 28-й Всемирной зимней Универсиады 2017. После того как Огни из 14-ти регионов и г. Астаны соберутся в Алма-Ате, 29 января стартует заключительный, 16-й этап Эстафеты, который пройдет по улицам южной столицы и финиширует в новом ледовом дворце «Алматы Арена» в кульминационный момент Церемонии открытия.
В качестве места зажжения Огня Универсиады выбран Назарбаев Университет, учебное заведение, призванное стать национальным брендом высшего образования Казахстана.

## Факелоносцы эстафеты
В Эстафете Огня примут участие 1000 факелоносцев. 100 — в городе Алма-Ате, 900 факелоносцев представят областные центры и город Астану — по 60 от каждого региона. К участию в Эстафете, как и к участию в Универсиаде, допускаются студенты и аспиранты в возрасте от 17 до 28 лет.
Критерии отбора: патриотичность; выдающиеся результаты, достигнутые в учёбе и спорте; ведение активного образа жизни; наличие достижений и заслуг перед регионом/страной.
Отбор факелоносцев стартовал 1 сентября 2016 года и завершился 16 декабря 2016 года..

## Атрибутика Эстафеты

### Факел
Факел — основной атрибут Эстафеты Огня. Факел — переносное устройство, способное обеспечить продолжительное и интенсивное горение Огня на открытом воздухе при различных погодных условиях.
Согласно Концепции Эстафеты Огня во время движения колонны факел будет передаваться от факелоносца к факелоносцу. Передача Огня с факела на факел происходит на каждом четвёртом этапе. Высота факела составляет 75 см. Вес без топлива — 1,2 кг.

### Колба для транспортировки Огня
Колба для транспортировки огня представляет собой Лампу Дэви, у которой доступ воздуха и отвод продуктов горения пламени осуществляется через металлическую сетку.

### Городская Чаша огня
В каждом областном центре проводится собственной Этап эстафеты, кульминацией которого является зарождения Огня в городской Чаше, которая является точной копией главной чаши Игр.